# Stick Season (single)
Stick Season is een nummer van de Amerikaanse singer-songwriter Noah Kahan uit 2022, heruitgegeven 2023. Het is de eerste single van zijn gelijknamige derde studioalbum.

## Achtergrondinformatie
Kahan schreef het nummer in 2020 gedurende de coronapandemie. In de tekst van het nummer denkt Kahan terug aan de tijd dat hij in Vermont woonde en zich geïsoleerd voelde van de rest van de wereld. Het nummer gaat over een mislukte langeafstandsrelatie, en volgens Kahan ook over "de tijd van het jaar in Vermont wanneer alle bladeren van de bomen vallen". De term "Stick Season" is volgens Kahan "een term die werd gebruikt door een aantal oudere mensen in de stad waar ik ben opgegroeid om deze werkelijk ellendige tijd van het jaar te beschrijven waarin het gewoon grijs en koud is, er nog geen sneeuw ligt en de schoonheid van het gebladerte vergaan is". Desondanks heeft het nummer een hoopvolle ondertoon: "De winter zal komen, de sneeuw zal vallen, smelten en uiteindelijk zal de zomer terug zijn in al zijn schoonheid. Je zult lijden, verder gaan en weer overleven", aldus Kahan.
Hoewel het nummer in de zomer van 2022 al werd uitgebracht, werd het pas in de herfst van 2023 opgepikt. Het werd een hit in de Verenigde Staten, waar het de top 20 bereikte in de Billboard Hot 100. In Nederland werd het Kahans tweede hit na Hurt Somebody, en duet met Julia Michaels van vijf jaar eerder. "Stick Season" werd een nummer 1-hit in de Nederlandse Top 40 waarmee het succes van de vorige hit ruim overtroffen werd. In de Vlaamse Ultratop 50 was het net zo succesvol, daar bereikte het eveneens de nummer 1-positie. Ook in Groot-Brittannië en Ierland werd het de populairste hit van het land.

## Tracklijst
- Muziekdownload

1. "Stick Season" - 3:02

## Hitlijsten

### VlaamseUltratop 50
| Positie: | 11 | 15 | 7  | 4  | 1  | 3  | 2  | 1  | 1  | 1  | 1  | 1  | 1  | 1   | 2 | 3 | 2 | 4 |
| Week:    | 19 | 20 | 21 | 22 | 23 | 24 | 25 | 26 | 27 | 28 | 29 | 30 | 31 |     |   |   |   |   |
| Positie: | 4  | 5  | 4  | 6  | 3  | 7  | 8  | 11 | 17 | 15 | 15 | 20 | 26 | uit |   |   |   |   |

### NPO Radio 2 Top 2000
Stick Season (single) stond in 2024 voor het eerst in de NPO Radio 2 Top 2000, op plek 564.